# Масові заворушення в Душанбе (1990)
Конфлі́кт в Душанбе́ — масові заворушення на міжнаціональному ґрунті, які сталися в Душанбе у лютому 1990 року. Вони стали передвісником громадянської війни, яка розпочалася два роки потому.

## Передумови
У 1989 році відбулися зіткнення між таджицьким населенням Ісфаринського району Таджикистану і киргизьким населенням Баткенського району Киргизії, в основі якого лежав конфлікт з приводу розподілу земель. Того ж року стався конфлікт з приводу розподілу пасовищ між таджиками і тюрками-барласами Ганчинського району Таджикистану, для ліквідації якого були використані внутрішні війська МВС.
Кульмінацією міжетнічних зіткнень стали лютневі події 1990 року у Душанбе, викликані чутками про виділення кільком тисячам вірменських біженців з Азербайджану квартир у місті. Водночас у Душанбе відчувалася гостра нестача житла, тому інформація сколихнула громадськість. Насправді з Баку до Душанбе втекли 47 осіб. До того ж місцева влада не планувала надавати їм житло.
Під впливом цих чуток розпочалися акції протесту.

## Перебіг подій
10 лютого 1990 року в таджицькій столиці розпочалися вірменські погроми, зачинателями яких стали в'язні і члени місцевих ОЗУ. На цьому тлі лідери руху «Растохез» почали закликати до повалення влади і проголошення ісламської держави. 11 лютого біля будівлі ЦК Компартії Таджикистану відбувся чотиритисячний мітинг, учасники якого вимагали депортувати вірменів з країни під загрозою розправи. Спершу люди кричали «Геть вірменів!», а після того, як декілька вірменських сімей були відправлені до Єревану, не бажаючи бути причиною міжетнічного конфлікту, натовп став кричати «Геть Махкамова!». 
12 лютого 1990 року акції переросли на масові безлади та погроми, спровоковані порушенням обіцянки вийти до мітингувальників і дати роз'яснення щодо поширення чуток. Для захисту від погромників будівля ЦК була перекрита бронетехнікою та збройними підрозділами МВС і КДБ. Попри це протестувальникам вдалося прорватися всередину будівлі ЦК і підпалити її, в той час, як міліція намагалася заспокоїти громадян пострілами в повітря. Першим був розстріляний шахід, який намагався протаранити натовп на площі, сидячи за кермом палаючого автобуса.  
Того ж дня по телебаченню було оголошено про запровадження надзвичайного стану. Місцеві мешканці, які не брали участі у безладах, створювали загони самооборони, аби захистити себе від погромників. Добровольці охороняли входи до під'їздів та підходи до мікрорайонів і розводили багаття на дахах будинків та у дворах. 13 лютого у Душанбе призупинили роботу громадський транспорт, школи та інститути, дитячі садки, майже всі магазини і підприємства, а також банки. Не працювали телефонний зв'язок і пошта, перестали виходити газети. Безлади переросли у погроми вулиць та кварталів міста, супроводжувалися масовими побиттями російськомовного населення та по-європейськи вдягнених жінок-таджичок.
За наказом міністра оборони СРСР Дмитра Язова у Душанбе були введені додаткові війська і запроваджено комендантську годину. Військовим було віддано наказ стріляти на ураження. Внаслідок зіткнень між силами правопорядку та активістами загинули 26 осіб, 565 отримали поранення.

## Наслідки
Лютневі події 1990 року в Душанбе викликали погіршення відносин до некорінного населення і призвели до активізації міграційного відтоку. Таджикистан залишало російськомовне населення, яке складалося переважно з кваліфікованої робітничої молоді. У 1990 році до ближнього закордоння виїхали 113,7 тис. осіб, у 1991 році — 120 тисяч, у 1992 році — 225,4 тисячі осіб (до 2000 року в Таджикистані залишилося менш як 70 тисяч росіян).